# Évêque de Worcester

Armoiries des évêques de Worcester.

Pour l’article homonyme, voir Diocèse de Worcester (États-Unis).
L'évêque de Worcester est un prélat de l'Église d'Angleterre. Il est à la tête du diocèse de Worcester, dans la province de Cantorbéry. Son siège est la cathédrale de Worcester.

## Liste des évêques de Worcester

### Jusqu'à la conquête normande
| Début      | Fin         | Nom           | Remarques                                                                                                   |
| ---------- | ----------- | ------------- | --- |
| vers 680   | vers 680    | Tatfrith      | Moine à Whitby, il meurt avant d'être sacré.                                                                |
| vers 680   | 691         | Bosel         | Démissionne pour raisons de santé.                                                                          |
| 691        | après 693   | Oftfor        | |
| après 693  | 717         | Ecgwine       | Mort le 30 décembre 717. Considéré comme saint.                                                             |
| 718        | 743 × 745   | Wilfrid       | Peut-être mort le 29 avril 744.                                                                             |
| 743 × 745  | 774         | Milred        | |
| 775        | 777         | Wærmund       | |
| 777        | 780 ou 781  | Tilhere       | |
| 781        | 798 (800 ?) | Heathored     | |
| avant 800  | 822         | Deneberht     | |
| 822        | 845 × 848   | Heahberht     | |
| 843 × 845  | 869 × 872   | Alhhun        | |
| 869 × 872  | 907 × 915   | Werferth      | |
| 907 × 915  | 915 × 922   | Æthelhun      | |
| 915 × 922  | 928 × 929   | Wilferth      | |
| 928 × 929  | 957 ou 958  | Cenwald       | Peut-être mort un 28 juin.                                                                                  |
| 957 ou 958 | 959         | Dunstan       | Abbé de Glastonbury. Transféré à Cantorbéry. Considéré comme saint.                                         |
| 961        | 992         | Oswald        | Abbé de Ramsey. Également archevêque d'York à partir de 971. Mort le 29 février 992. Considéré comme saint. |
| 992        | 1002        | Ealdwulf      | Abbé de Peterborough. Également archevêque d'York à partir de 995.                                          |
| 1002       | 1016        | Wulfstan Ier  | Transféré depuis Londres. Également archevêque d'York. Démissionne pour conserver le siège d'York.          |
| 1016       | 1033        | Leofsige      | Mort le 19 août 1033.                                                                                       |
| 1033       | 1038        | Brihtheah     | Abbé de Pershore. Mort le 20 décembre 1038.                                                                 |
| 1038       | 1040        | Lyfing        | Abbé de Tavistock, déjà évêque de Crediton et de Cornouailles. Contraint à la démission.                    |
| 1040       | 1041        | Ælfric Puttoc | Archevêque d'York. Contraint à la démission.                                                                |
| 1041       | 1046        | Lyfing        | Mort le 20 ou le 23 mars 1046.                                                                              |
| 1046       | 1061        | Ealdred       | Abbé de Tavistock. Transféré à York.                                                                        |
| 1062       | 1095        | Wulfstan II   | Mort le 19 ou le 20 janvier 1095. Considéré comme saint.                                                    |
| Sources :  |             |               | |

### De la conquête normande à la Réforme
- 1096-1112 : Samson
- 1113-1123 : Theulf
- 1125-1150 : Simon de Worcester
- 1151-1157 : John de Pageham
- 1158-1160 : Alured
- 1163-1179 : Roger de Worcester
- 1180-1185 : Baldwin d'Exeter
- 1185-1190 : William de Northall
- 1191-1193 : Robert FitzRalph
- 1193-1995 : Henri de Sully
- 1196-1198 : Jean de Coutances
- 1199-1212 : Mauger de Worcester (élection annulée par Innocent III, sacré en 1200)
- 1213-1214 : Randulph d'Evesham (élection annulée par le légat papal Niccolò de Romanis)
- 1214-1216 : Walter de Gray
- 1216-1218 : Sylvester de Worcester
- 1218-1236 : William de Blois
- 1237-1266 : Walter de Cantilupe
- 1266-1268 : Nicholas d'Ely
- 1268-1302 : Godfrey de Giffard
- 1302 : John St German (élection annulée)
- 1302-1307 : William Gainsborough
- 1307-1313 : Walter Reynolds
- 1313-1317 : Walter Maidstone
- 1317-1327 : Thomas Cobham
- 1327 : Wulstan Bransford (élection annulée)
- 1327-1333 : Adam Orleton
- 1333-1337 : Simon Montacute
- 1337-1338 : Thomas Hemenhale
- 1339-1349 : Wulstan Bransford
- 1349-1353 : John de Thoresby
- 1352-1361 : Reginald Brian
- 1362-1363 : John Barnet
- 1363-1368 : William Whittlesey
- 1368-1373 : William Lenn
- 1373-1375 : Walter Lyghe (élection annulée)
- 1375-1395 : Henry Wakefield
- 1395-1401 : Tideman de Winchcomb
- 1401-1407 : Richard Clifford
- 1407-1419 : Thomas Peverell
- 1419-1426 : Philip Morgan
- 1425-1433 : Thomas Polton
- 1433-1435 : Thomas Brunce (élu, jamais sacré)
- 1434-1443 : Thomas Bourchier
- 1443-1476 : John Carpenter
- 1476-1486 : John Alcock
- 1486-1497 : Robert Morton
- 1497-1498 : Giovanni de' Gigli
- 1498-1521 : Silvestro de' Gigli
- 1521-1522 : Jules de Médicis (administrateur)
- 1522-1535 : Girolamo Ghinucci

### Depuis la Réforme
- 1535-1539 : Hugh Latimer
- 1539-1543 : John Bell
- 1543-1551 : Nicholas Heath
- 1552-1554 : John Hooper
- 1554-1555 : Nicholas Heath (2)
- 1555-1559 : Richard Pate
- 1559-1570 : Edwin Sandys
- 1571-1576 : Nicholas Bullingham
- 1577-1583 : John Whitgift
- 1584-1591 : Edmund Freke
- 1593-1595 : Richard Fletcher
- 1596-1597 : Thomas Bilson
- 1597-1610 : Gervase Babington
- 1610-1616 : Henry Parry
- 1617-1641 : John Thornborough
- 1641-1650 : John Prideaux
- 1660-1662 : George Morley
- 1662 : John Gauden
- 1662-1663 : John Earle
- 1663-1670 : Robert Skinner
- 1671-1675 : Walter Blandford
- 1675-1683 : James Fletwood
- 1683-1689 : William Thomas
- 1689-1699 : Edward Stillingfleet
- 1699-1717 : William Lloyd
- 1717-1743 : John Hough
- 1743-1759 : Isaac Maddox
- 1759-1774 : James Johnson
- 1774-1781 : Brownlow North
- 1781-1808 : Richard Hurd
- 1808-1831 : Folliott Herbert Walker Cornewall
- 1831-1841 : Robert James Carr
- 1841-1860 : Henry Pepys
- 1860-1890 : Henry Philpott
- 1890-1902 : John James Steward Perowne
- 1902-1905 : Charles Gore
- 1905-1918 : Huysge Wolcott Yeatman-Biggs
- 1919-1931 : Ernest Harold Pearce
- 1931-1941 : Arthur William Thomson Perowne
- 1941-1956 : William Wilson Cash
- 1956-1971 : Lewis Charles-Edwards
- 1971-1982 : Robin Woods
- 1982-1996 : Philip Goodrich
- 1997-2007 : Peter Selby
- depuis 2007 : John Inge